# Forbidden Door (2024)
Forbidden Door 2024 fue un evento de pago por visión (PPV) de lucha libre profesional coproducido por la empresa estadounidense All Elite Wrestling (AEW) y la empresa japonesa New Japan Pro-Wrestling (NJPW). Fue el tercer evento anual de Forbidden Door y tuvo lugar el 30 de junio de 2024 en el UBS Arena en Elmont, Long Island, Nueva York. El evento también contó con la participación de luchadores de la empresa hermana de NJPW, World Wonder Ring Stardom, así como del Consejo Mundial de Lucha Libre (CMLL) de México, empresa que posee una asociación laboral con AEW y NJPW.

## Producción

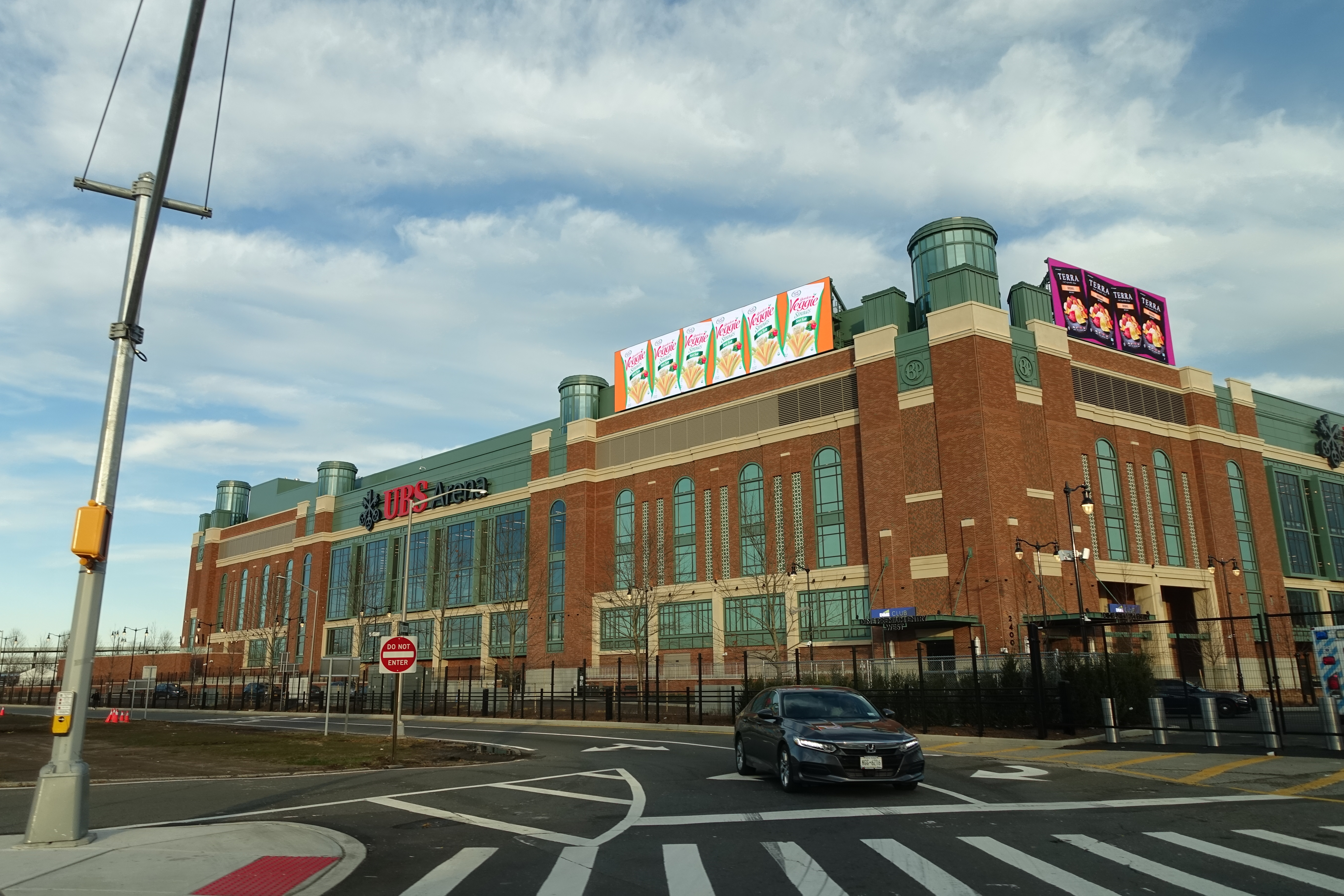
El evento se llevó a cabo en el UBS Arena en Elmont, Nueva York.

Forbidden Door es un evento anual de pago por visión (PPV) de lucha libre profesional coproducido por la empresa estadounidense All Elite Wrestling (AEW) y la empresa japonesa New Japan Pro-Wrestling (NJPW). Establecido en 2022, el evento se lleva a cabo en junio y presenta combates de lucha libre profesional entre luchadores de las dos compañías. El evento toma su nombre del término que AEW utiliza a menudo cuando se refiere a trabajar en conjunto con otras promociones de lucha libre profesional.
El 11 de abril de 2024, AEW anunció que la tercera edición del evento se llevaría a cabo el 30 de junio de 2024 en el UBS Arena en Elmont, Long Island, Nueva York. Rocky Romero, vicepresidente de AEW y NJPW, dijo que las luchadoras de World Wonder Ring Stardom, una empresa japonesa de lucha libre profesional femenina y promoción «hermana» de NJPW, también participarían en el evento de 2024. También dijo que estarían involucrados luchadores de la empresa mexicana Consejo Mundial de Lucha Libre (CMLL), que posee una asociación laboral tanto con AEW como con NJPW.

## Argumentos
Durante el episodio del 22 de mayo de Dynamite, se anunció que en el episodio de la semana siguiente, se llevaría a cabo un Casino Gauntlet match para determinar quién desafiaría a Swerve Strickland por el Campeonato Mundial de AEW en Forbidden Door. El combate fue ganado por Will Ospreay.
En Double or Nothing, Adam Copeland se lesionó legítimamente la pierna tras defender con éxito el Campeonato TNT de AEW. En el siguiente episodio de Dynamite, los vicepresidentes ejecutivos de AEW, The Young Bucks (Matthew Jackson y Nicholas Jackson), despojaron a Copeland del título debido a la lesión. Cuando estaban a punto de otorgarle el campeonato a su compañero de The Elite, Jack Perry, apareció Christopher Daniels, quien había sido despedido por The Young Bucks dos semanas antes, y reveló que el presidente de AEW, Tony Khan, lo había reinstalado como vicepresidente ejecutivo interino en ausencia de Kenny Omega, quien fue operado debido a unadiverticulitis, y que cualquier anuncio hecho por Daniels vino directamente de Khan. Luego, Daniels anunció que el Campeonato TNT no sería entregado a Perry y, en cambio, el próximo campeón se determinaría mediante una Ladder match en Forbidden Door y los seis participantes vendrían de luchas de clasificación durante las próximas semanas. El primer combate clasificatorio tuvo lugar en el episodio de Rampage de esa semana, donde Konosuke Takeshita derrotó a Penta El Zero Miedo. Mark Briscoe luego se clasificó para Dynamite de la semana siguiente al derrotar a Brian Cage. Perry se clasificó a continuación al derrotar a Dustin Rhodes en el episodio del 12 de junio de Dynamite, seguido de Dante Martin derrotando a Lee Moriarty en el episodio del 15 de junio de Collision. Lio Rush luego se clasificó en el episodio del 21 de junio de Rampage al derrotar a Action Andretti. El Phantasmo se ganó el último puesto en la Ladder match al derrotar a AR Fox en el episodio del 28 de junio de Rampage.
Luego de defender con éxito el Campeonato TBS de AEW en el episodio del 29 de mayo de Dynamite, Mercedes Moné fue interrumpida por la Campeona Femenina de NJPW STRONG Stephanie Vaquer, quien aparecía en NJPW, Stardom y CMLL. Posteriormente, los dos se miraron fijamente mientras sostenían sus respectivos títulos en alto. La semana siguiente, se anunció que las dos se enfrentarían en Forbidden Door en un Winner Takes All match por ambos campeonatos. Antes de eso, sin embargo, Moné estaba programada para defender el Campeonato TBS contra Zeuxis, quien poseía el Campeonato Mundial Femenil en Parejas del CMLL junto con Vaquer, en el episodio del 12 de junio de Dynamite y se anunció que si Moné perdía su título ante Zeuxis, entonces el combate en Forbidden Door sería solo por el Campeonato Femenino STRONG de Vaquer; Moné retuvo.
Antes de firmar con AEW en noviembre de 2023, Mariah May trabajó en Stardom, donde formó equipo con Mina Shirakawa como parte de Club Venus. Después de firmar con AEW, May se convirtió en protegida de la Campeona Mundial Femenina de AEW, «Timeless» Toni Storm, quien también trabajó anteriormente en Stardom de 2016 a 2019. Storm hizo una aparición sorpresa en el evento de Stardom American Dream el 4 de abril después de un combate del Club Venus y adelantó un combate en Forbidden Door; a cambio, Shirakawa hizo su primera aparición en AEW en el episodio del 10 de abril de Dynamite, salvando a May de una paliza posterior a un combate antes de besarla. Durante los siguientes dos meses, Shirakawa aparecería periódicamente en programas de AEW y competiría con Storm por el afecto de May. Durante un evento de Stardom el 2 de junio, Storm, junto con May, apareció en una viñeta donde Storm dijo que había estado observando a Shirakawa y aunque también consideraba a Shirakawa una amiga debido a su amistad con May, Storm quería desafiar a Shirakawa a un combate en Forbidden Door. con el Campeonato Mundial Femenino de AEW en juego. Shirakawa aceptó el desafío y el combate se hizo oficial en el episodio del 5 de junio de Dynamite, con May figurando como la segunda de ambas participantes a petición suya.
En Forbidden Door 2023, Orange Cassidy de AEW ganó una lucha a cuatro bandas que también involucró a Zack Sabre Jr. de NJPW. Al año siguiente, en el episodio del 8 de junio de 2024 de Collision, Sabre desafió a Cassidy a una revancha como una lucha individual en Forbidden Door, alegando que los dos hombres tenían asuntos pendientes.
En Windy City Riot de NJPW en abril, Jon Moxley de AEW derrotó a Tetsuya Naito de NJPW para ganar el Campeonato Mundial Peso Pesado de IWGP. Después de retener el título en Dominion de NJPW el 9 de junio, Moxley realizó un desafío abierto por el título. Naito salió a confrontar a Moxley y se programó una revancha por el título para Forbidden Door.
En Double or Nothing, MJF regresó sorpresivamente de una lesión después de estar fuera desde Worlds End en diciembre de 2023. Posteriormente hizo su primera aparición en Dynamite en el episodio del 5 de junio donde habló mal de The Elite. Después del combate de MJF en el episodio del 19 de junio, Cage of Agony (Brian Cage, Toa Liona y Bishop Kaun) y Hechicero de CMLL aparecieron en el titantron. Posteriormente, Cage anunció que The Elite tenía un regalo para MJF y era que se enfrentaría a Hechicero en la ciudad natal de MJF en Forbidden Door.
La Owen Hart Cup es un torneo anual de lucha libre profesional celebrado por AEW en asociación con la Owen Hart Foundation en honor a Owen Hart. Consta de dos torneos de eliminación directa, uno masculino y otro femenino, y los respectivos ganadores reciben un trofeo llamado «The Owen». Además, para 2024, se anunció que los respectivos ganadores ganarían una oportunidad por los campeonatos mundiales masculinos y femeninos de AEW en All In en agosto. Durante el episodio del 19 de junio de Dynamite, se anunció que Bryan Danielson de AEW se enfrentaría a Shingo Takagi de NJPW en Forbidden Door en un combate como parte de la primera ronda del torneo.

## Resultados
- Zero Hour: Kyle Fletcher derrotó a Serpentico (3:10).[28]
  - Fletcher cubrió a Serperntico después de un «Delayed Buckle Brainbuster».
- Zero Hour: Kings of the Black Throne (Malakai Black & Brody King) derrotaron a Tomohiro Ishii & Kyle O'Reilly, Roderick Strong & Gabe Kidd (con Gedo, Matt Taven y Mike Bennett) y Private Party (Isiah Kassidy & Marq Quen) (8:40).[28][29]
  - King cubrió a Quen después de un «Gonzo Bomb».
- Zero Hour: Willow Nightingale & Tam Nakano derrotaron a Kris Statlander & Momo Watanabe (con Stokely Hathaway) (10:20).[28][30]
  - Nakano cubrió a Watanabe después de un «Hammerlock Suplex».
- Zero Hour: Mariah May (con «Timeless» Toni Storm y Luther) derrotó a Saraya (con Harley Cameron) (8:35).[28][31]
  - May cubrió a Saraya con un «Roll-Up».
  - Durante la lucha, Cameron interfirió a favor de Saraya, mientras que Storm lo hizo a favor de May.
  - Después de la lucha, Mina Shirakawa celebró con May.
- Zero Hour: Lucha Brothers (Penta El Zero Miedo & Rey Fénix) & Místico (con Alex Abrahantes) derrotaron a Los Ingobernables de Japón (Yota Tsuji, Titán & Hiromu Takahashi) (12:00).[28][32]
  - Místico forzó a Titán a rendirse con una «Mística».
- MJF derrotó a Hechicero (9:50).[33][34]
  - MJF cubrió a Hechicero después de un «Brainbuster».
- The Elite (Kazuchika Okada, Matthew Jackson & Nicholas Jackson) derrotaron a The Acclaimed (Anthony Bowens & Max Caster) & Hiroshi Tanahashi (13:00).[33][35]
  - Okada cubrió a Tanahashi después de un «Rainmaker».
- Bryan Danielson derrotó a Shingo Takagi (20:20).[33][36]
  - Danielson dejó inconsiciente a Takagi con un «Armbreaker»
- «Timeless» Toni Storm (con Luther) derrotó a Mina Shirakawa y retuvo el Campeonato Mundial Femenino de AEW (11:40).[33][37]
  - Storm cubrió a Shirakawa después de un «Storm Zero».
  - Mariah May estuvo en ringside en apoyo de ambas participantes.
  - Después de la lucha, May celebró con Storm y Shirakawa.
- Zack Sabre Jr. derrotó a Orange Cassidy (16:20).[33][38]
  - Sabre forzó a Cassidy a rendirse con un «Clarky Cat».
- Samoa Joe, Hook & Katsuyori Shibata derrotaron a The Learning Tree (Chris Jericho & Big Bill) & Jeff Cobb (con Bryan Keith) (14:00).[33][39]
  - Hook cubrió a Jericho después de un «Judas Effect».
- Jack Perry derrotó a Konosuke Takeshita, Mark Briscoe, Dante Martin, Lio Rush y El Phantasmo en una Ladder Match y ganó el vacante Campeonato TNT de AEW (16:55).[33][40]
  - Perry ganó la lucha después de descolgar el campeonato.
- Mercedes Moné derrotó a Stephanie Vaquer, retuvo el Campeonato TBS de AEW y ganó el Campeonato Femenino STRONG (16:50).[33][41]
  - Moné forzó a Vaquer a rendirse con un «Statement Maker».
  - Después de la lucha, Dr. Britt Baker D.M.D hizo su regreso y confrontó a Moné.
- Tetsuya Naito derrotó a Jon Moxley y ganó el Campeonato Mundial Peso Pesado de IWGP (17:05).[33][42]
  - Naito cubrió a Moxley después de un «Destino».
- Swerve Strickland (con Prince Nana) derrotó a Will Ospreay (con Don Callis) y retuvo el Campeonato Mundial de AEW (27:05).[33][43]
  - Strickland cubrió a Ospreay después de un «House Call» seguido de un «JML Driver».
  - Durante la lucha, Callis interfirió a favor de Ospreay, mientras que Nana lo hizo a favor de Strickland.
  - El Campeonato Internacional de AEW de Ospreay no estuvo en juego.